# Egale duifmot
De egale duifmot (Swammerdamia caesiella) is een vlinder uit de familie van de stippelmotten (Yponomeutidae). De wetenschappelijke naam van de soort werd in 1796 gepubliceerd door Jacob Hübner.
Dit is een algemeen voorkomende soort in Nederland en België, met de berk als waardplant van de larven.

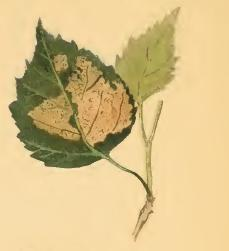
Afgevreten berkenblad

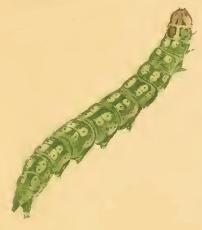
Larve